# Norma (Latium)
Norma, in der Antike Norba, ist eine italienische Gemeinde in der Provinz Latina in der Region Latium mit 3679 Einwohnern (Stand 31. Dezember 2023).

## Geographie

Lage von Norma in der Provinz Latina

Norma liegt 67 km südöstlich von Rom und 20 km nördlich von Latina.
Es liegt oberhalb des steilen Südabhangs der Monti Lepini über der Pontinischen Ebene.
Es ist Mitglied der Comunità Montana Monti Lepini e Ausoni.
Die Gemeinde liegt in der Erdbebenzone 3 (wenig gefährdet).
Die Nachbargemeinden sind im Uhrzeigersinn Cisterna di Latina, Cori, Montelanico (RM), Carpineto Romano (RM), Bassiano und Sermoneta.

### Verkehr
- Die nächste Autobahnauffahrt befindet sich in Valmontone in 32 km Entfernung auf die Autostrada del Sole A1.
- Norma wird hauptsächlich über die SP 17 Via Ninfana erschlossen, die von der SS 7 Via Appia abzweigt.

- Der nächste Bahnhof ist Latina-Scalo an der Bahnstrecke Rom–Formia-Neapel in 12 km Entfernung. Der Bahnhof wird auch von den Regionalbahnen FR7 Rom-Formia bedient.

- Der nächste Flughafen Rom-Fiumicino befindet sich in 84 km Entfernung.

## Geschichte
Die Volskerstadt Norba wurde bereits 492 v. Chr., römische Kolonie. In der Kaiserzeit, wurde der Ort aus unbekannten Gründen verlassen. Erst im Mittelalter wurde der Ort in der heutigen Position, etwa einen Kilometer südöstlich der antiken Stadt, neu gegründet. Das heutige Norma wurde im 8. Jahrhundert erstmals erwähnt.

## Bevölkerungsentwicklung
| Jahr      | 1871 | 1881 | 1901 | 1921 | 1936 | 1951 | 1971 | 1991 | 2001 | 2011 |
| --------- | ---- | ---- | ---- | ---- | ---- | ---- | ---- | ---- | ---- | ---- |
| Einwohner | 2247 | 2113 | 2559 | 3034 | 3623 | 3714 | 3230 | 3600 | 3792 | 4103 |

Quelle: ISTAT

## Politik
Gianfranco Tessitore (Democratici Centrosinistra) wurde am 5. Juni 2016 zum Bürgermeister gewählt.
Bürgermeister von Norma:
- 2004–2006: Fabrizio De Angelis
- 2006: Sergio Mancini (PdL)
- ab 2016: Gianfranco Tessitore

### Wappen
Das Wappen stellt eine nackte Priesterin, sowie eine Hand, die ein Winkelmaß hält, dar. Das Sternbild Winkelmaß wird lateinisch mit norma bezeichnet.

## Sehenswürdigkeiten

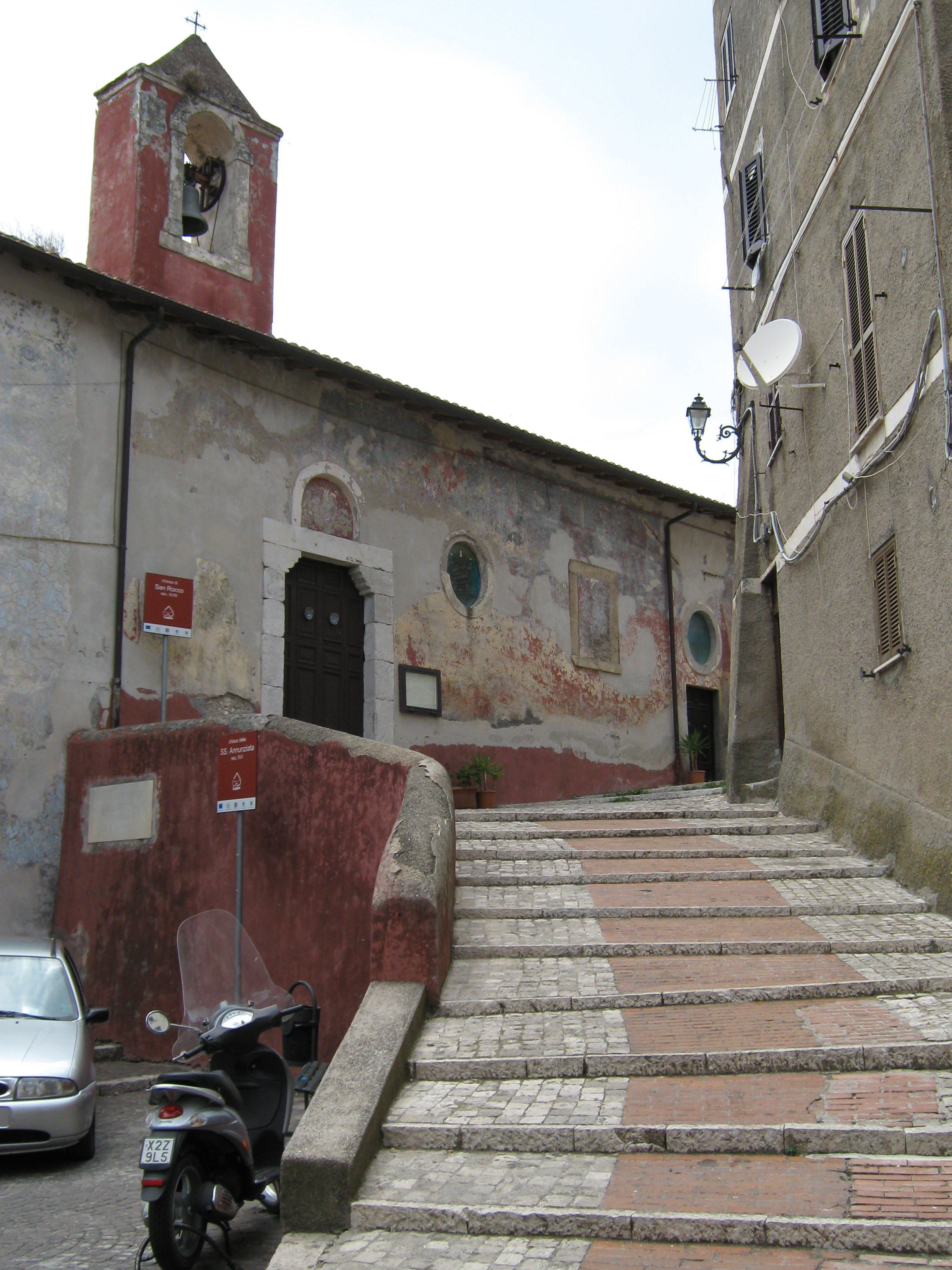
Kirche San Rocco
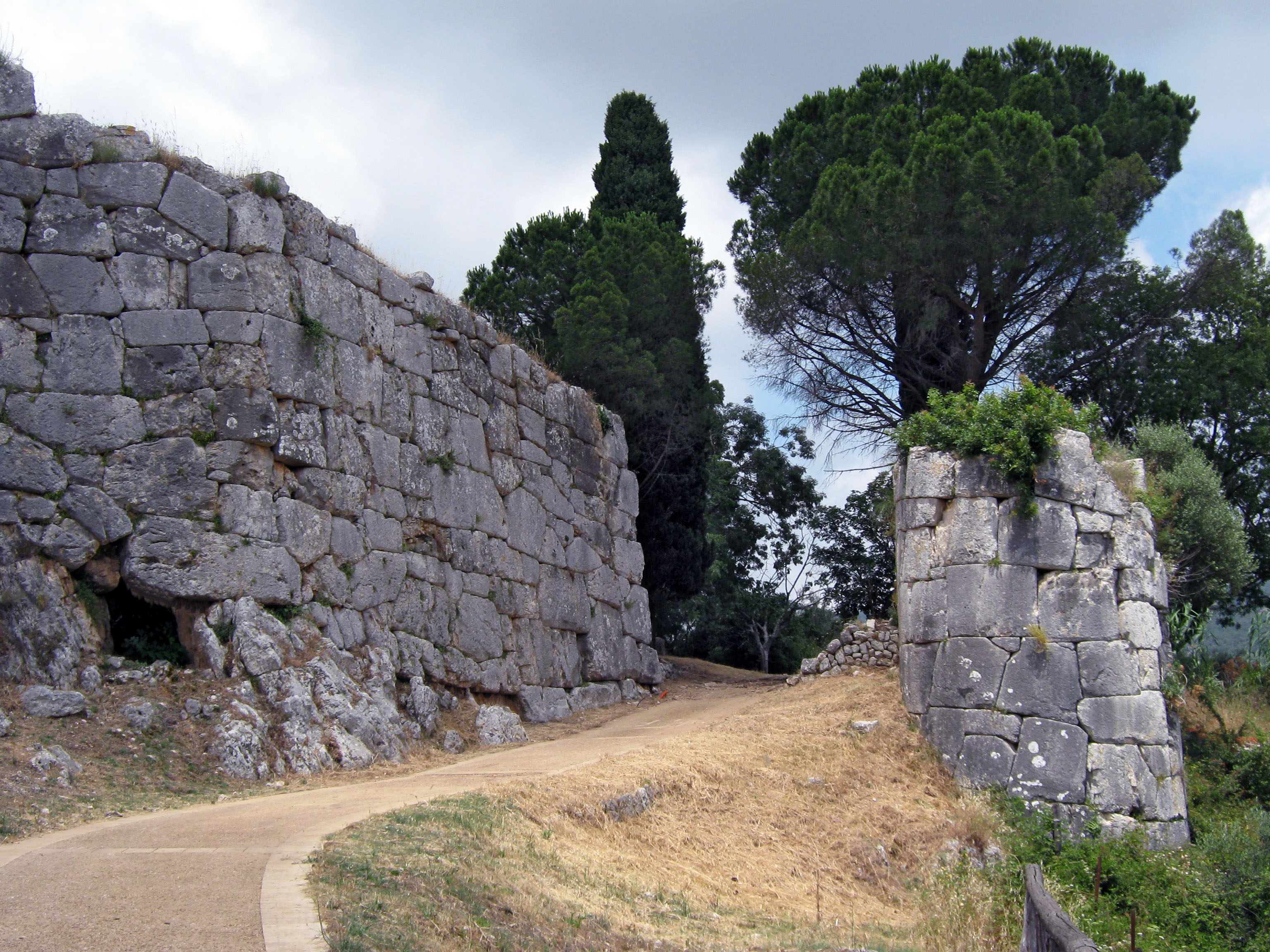
Stadttor von Norba
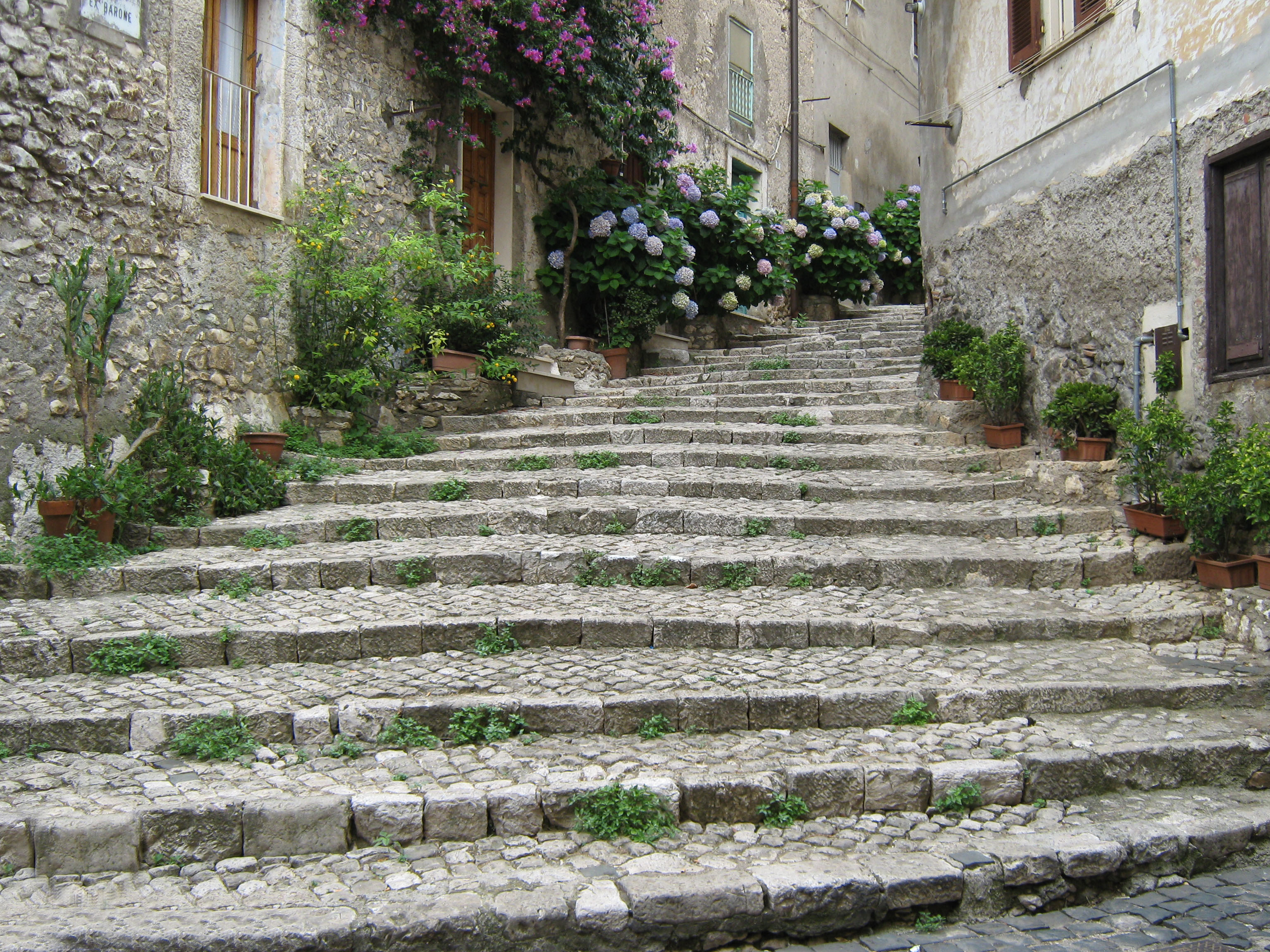
Treppe im Ortskern
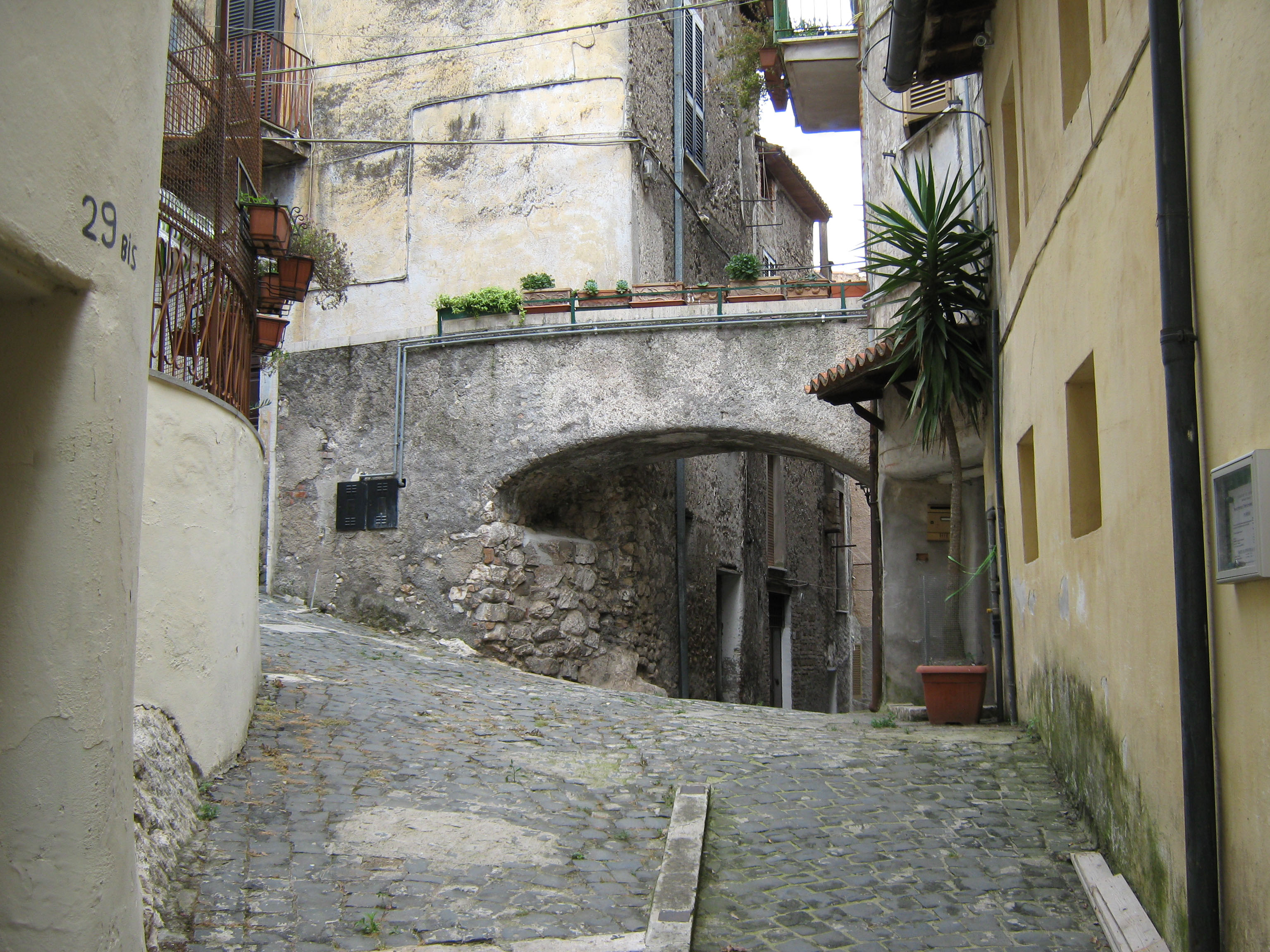
Ortskern

Norma bewahrt einen mittelalterlichen Ortskern, der in beeindruckender Lage über einem Steilhang liegt und Blicke über die Pontinische Ebene bis zum Meer bietet.
- Die Pfarrkirche Santissima Annunziata stammt aus dem 16. Jahrhundert.
- Die Kirche der Madonna del Carmine wurde erst 1880 fertiggestellt.
- Direkt am westlichen Ortsrand liegen die Ruinen der antiken Volskerstadt Norba, die frei zugänglich sind. Beeindruckend sind vor allem die erhaltenen Zyklopenmauern.
- Das Archäologische Museum mit Funden aus Norba ist im ehemaligen Rathaus von Norma untergebracht.[6]
- Außerdem besteht in Norma ein Schokoladenmuseum.[7]

## Kulinarische Spezialitäten
Norma ist berühmt für seine Kastanien. Am ersten Wochenende im November findet die Sagra delle Castagne statt.